# Sextilia
Sextilia († 69 n. Chr.) war die Mutter des römischen Kaisers Aulus Vitellius.
Sextilia war vielleicht die Tochter des inschriftlich bezeugten Duovirs Marcus Sextilius, Sohn eines Quintus Sextilius (also aus der Familie der Sextilier) und der Fabia, Tochter des Publius Fabius aus der Familie der Fabier.
Sie war die Ehefrau des dreifachen Konsuls Lucius Vitellius, dem sie die Söhne Aulus (* 12) und Lucius (* 15) gebar. Aulus war 69 einer der Kaiser im Vierkaiserjahr, Lucius unterstützte seinen Bruder während dessen Herrschaft als Kaiser. Nachdem Aulus zum Kaiser ernannt worden war, verlieh er seiner Mutter Sextilia den Titel Augusta. Diese jedoch scheint sich, wie jedenfalls Sueton berichtet, ob des überaus ungünstigen Horoskops des Aulus bei jeder Beförderung ihres Sohns eher gefürchtet als geehrt gefühlt zu haben. Sie starb im Jahr 69, wenige Tage bevor ihr Sohn Aulus gestürzt und zusammen mit seinem Bruder getötet wurde.
Von Sueton wird Sextilia als „sehr tüchtige Frau von nicht unbedeutender Abkunft“, von Tacitus als „redliche Mutter mit altertümlichen Sitten“ beschrieben.